# Gaertnera kochummenii
Gaertnera kochummenii är en måreväxtart som beskrevs av Simon T. Malcomber. Gaertnera kochummenii ingår i släktet Gaertnera och familjen måreväxter. Inga underarter finns listade i Catalogue of Life.